# Ficus simplicissima
Ficus simplicissima là một loài thực vật có hoa trong họ Moraceae. Loài này được Lour. mô tả khoa học đầu tiên năm 1790.